# Georg Lassen
Georg Lassen (ur. 12 maja 1915 w Steglitz (dzielnica Berlina), zm. 18 stycznia 2012 w Calvii) – oficer Kriegsmarine, dowódca okrętów podwodnych w II wojnie światowej. Dwunasty na liście najskuteczniejszych dowódców U-Bootów. W czterech patrolach zatopił 26 statków o łącznym tonażu 156.028 BRT i uszkodził 5 o tonażu 34.419 BRT. 10 sierpnia 1942 roku otrzymał Krzyż Rycerski jako 119. w Kriegsmarine i 57. w Ubootwaffe. 7 marca 1943 roku do Krzyża Rycerskiego dołączono Liście Dębu, które otrzymał jako 208. w Wehrmachcie, 24. w Kriegsmarine i 20. w Ubootwaffe.

## Życiorys
Wstąpił do Kriegsmarine we wrześniu 1935 roku. Karierę w broni podwodnej rozpoczął na pokładzie U-29: najpierw jako pierwszy oficer pod dowództwem Kapitänleutnanta (kapitana marynarki) Ottona Schuharta, a od 3 stycznia 1941 jako dowódca. Funkcje te pełnił do 14 września 1941.
16 października 1941 Lassen został dowódcą nowego okrętu – U-160. Przydzielony do 4. Flotylli U-bootów w Szczecinie, przez cztery następne miesiące szkolił na Bałtyku nowa załogę. Podczas treningu na pokładzie U-160 wybuchł pożar, w wyniku którego śmierć poniosło siedmiu członków załogi a jeden został ciężko ranny. Po osiągnięciu gotowości bojowej U-160 przydzielony został do 10. Flotylli U-bootów stacjonującej w Lorient.
Na swój pierwszy patrol bojowy na wodach amerykańskich U-160 pod dowództwem Lassena wyruszył z bazy w Helgolandzie 1 marca 1942 roku. Podczas tego patrolu Lassen zatopił 5 statków o tonażu 36.732 BRT i uszkodził zbiornikowiec 6.837 BRT.
Podczas czwartego patrolu bojowego na wodach południowej Afryki, Lassen napotkał słabo broniony konwój DN 21 płynący z Durbanu. Po północy, 3 marca 1943 Lassen zaatakował konwój. Strzelał ośmioma torpedami - najpierw salwą sześciu, potem jeszcze dwoma. Zatopił 4 statki: amerykański "Harvey W. Scott" oraz brytyjskie: "Nirpura", "Empire", "Mahseer" i "Marietta E." oraz uszkodził: holenderski zbiornikowiec "Tibia" i brytyjski frachtowiec "Sheaf Crown". To osiągnięcie przyniosło Lassenowi wysokie odznaczenie: Liście Dębu do Krzyża Rycerskiego.
Po zakończeniu czwartego patrolu Lassen 14 lipca 1943 przekazał dowodzenie U-160 Gerdowi von Pommer-Esche i przeszedł do pracy w Zarządzie Szkoleniowym, gdzie pozostawał w służbie do końca wojny. Po kapitulacji aresztowany, po czym uwolniony 31 sierpnia 1945 roku.

## Kariera
- 25 września 1935 – Seekadett (kadet)
- 1 lipca 1936 – Fähnrich zur See (chorąży marynarki)
- 1 stycznia 1938 – Oberfähnrich zur See (starszy chorąży marynarki)
- 1 kwietnia 1938 – Leutnant zur See (podporucznik marynarki)
- 1 października 1939 – Oberleutnant zur See (porucznik marynarki)
- 1 września 1942 – Kapitänleutnant (kapitan marynarki)
- 1 kwietnia 1945 – Korvettenkapitän (komandor podporucznik)

## Odznaczenia
- 26 września 1939 – Krzyż Żelazny II klasy (Eisernes Kreuz II klasse)
- 18 lipca 1940 – Krzyż Żelazny I klasy (Eisernes Kreuz I klasse)
- 18 lipca 1940 – Odznaka Wojny Podwodnej (U-Boots-Kriegsabzeichen)
- Krzyż Rycerski Krzyża Żelaznego z Liśćmi Dębu (Ritterkreuz des Eisernen Kreuzes mit Eichenlaub)
- 10 sierpnia 1942 - Krzyż Rycerski
- 7 marca 1943 - Liście Dębu do Krzyża Rycerskiego
- 22 października 1944 Odznaka Wojny Podwodnej z brylantami (U-Boot-Kriegsabzeichen in Gold mit Brillanten)